# Mr. Gone
Mr. Gone is een muziekalbum dat in 1978 werd uitgebracht door de jazzrock-formatie Weather Report.

## Nummers
1. The Pursuit of the Woman in the Feathered Hat (Zawinul)– 5:03
2. River People (Pastorius)– 4:50
3. Young and Fine (Zawinul)– 6:55
4. The Elders (Shorter)– 4:21
5. Mr. Gone (Zawinul)– 5:26
6. Punk Jazz (Pastorius)– 5:09
7. Pinocchio (Shorter)– 2:26
8. And Then (Zawinul)– 3:22

## Musici
- Joe Zawinul - aangepaste Rhodes 88 elektrische piano, 2 ARP 2600 synthesizers, Oberheim synthesizer, Sequential Circuits Prophet 5 synthesizer, Mu-Tron Bi-Phase en Mu-Tron Volume Wah effecten, kalimba, thumbeki drums, arreslee-bellen, melodica, hihat, stem, piano
- Wayne Shorter - Saxofoons, stem (track 1)
- Jaco Pastorius - Bass, drums (tracks 1 en 2), stem (tracks 1, 2 en 5), pauken (track 2)
- Peter Erskine - Drums (tracks 1 en 7), hihat (track 3)
- Manolo Badrena - Percussie, stem (track 1)

#### Gastmusici
- Tony Williams - Drums (tracks 5 en 6)
- Steve Gadd - Drums (tracks 3 en 8)
- Jon Lucien - Stem (track 1)
- Deniece Williams - Zang (track 8)
- Maurice White - Zang (track 8)

Bandleden: Joe Zawinul · Wayne Shorter · Jaco Pastorius · Peter Erskine

Miroslav Vitouš · Eric Gravatt · Alphonse Mouzon · Airto Moreira · Alex Acuña · Manolo Badrena · Dom Um Romão · Alphonso Johnson · Victor Bailey · Omar Hakim · José Rossy
Discografie: Weather Report (1971) · I Sing the Body Electric · Live in Tokyo · Sweetnighter · Mysterious Traveller · Tale Spinnin' · Black Market · Heavy Weather · Mr. Gone · 8:30 · Night Passage · Weather Report (1982) · Procession · Domino Theory · Sportin' Life · This Is This